# Isla de Tabarca
La isla de Tabarca, de Nueva Tabarca o Plana, oficialmente Isla Plana o Nueva Tabarca (en valenciano, Illa Plana o Nova Tabarca), es una isla del mar Mediterráneo que se encuentra a unos 22 kilómetros de la ciudad española de Alicante, a unos 8 km del puerto de Santa Pola y a poco más de 4300 metros (2,35 millas náuticas) del cabo de Santa Pola. Se trata de la isla más grande de la Comunidad Valenciana y la única habitada. Administrativamente está considerada como un barrio,de Alicante y en ella se halla el pueblo de Tabarca, que contaba con 51 habitantes en 2019.

## Toponimia
La isla ha recibido diversas denominaciones a lo largo de la historia. Probablemente los griegos la conocieron como Planesia, mientras que los romanos le dieron el nombre de Planaria. El geógrafo ceutí Al-Idrisi la menciona con el nombre de ابلناصة (ablanāșa), clara derivación de Planesia. En época medieval,  principalmente fue denominada con el nombre de San Pablo, ya que según la tradición este fue el lugar donde desembarcó el apóstol, aunque quizás el topónimo sea una derivación de Apolo o Palas Atenea o, incluso, una etimología popular proveniente del latín palus («humedal», en referencia a la albufera de Elche), que por metátesis pasaría a pauls y de ahí a pol. No obstante, también recibía el nombre de Plana, dada su principal característica física. En latín medieval se la conocía como Alones [insula], por la creencia de que la antigua Alonis se situaba en Alicante y no en Villajoyosa como ahora se cree. Aunque fue generalmente considerada como isla, también se le ha llamado islote de Santa Pola por sus reducidas dimensiones. Con la llegada de los refugiados genoveses de la isla tunecina de Tabarka en 1770, cambió su nombre por el de Nueva Tabarca. Este proviene del árabe طبرقة (ṭabarqatu), que a su vez deriva de Thabraca, nombre del asentamiento númida original. La ciudad fortificada se refiere en ocasiones como San Pablo (en valenciano Sant Pau).

## Geografía física

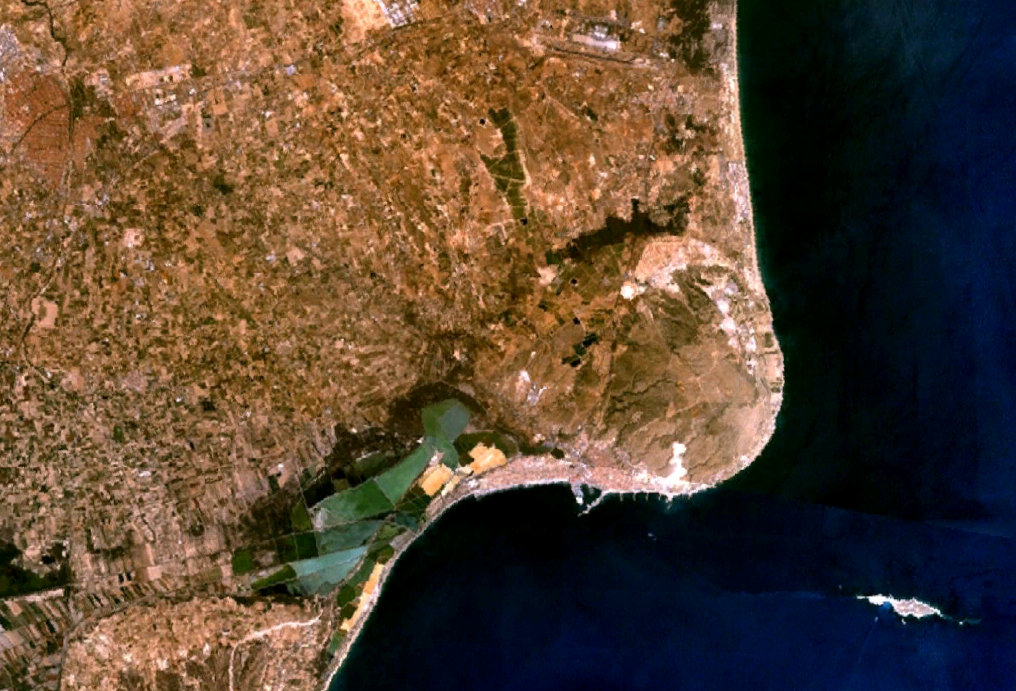
Fotografía desde satélite del cabo de Santa Pola; Tabarca aparece en la esquina inferior derecha.

La isla abarca una superficie total de 30 ha, con una longitud máxima de 1.850 m de NO a SE y una anchura máxima de 450 m. Presenta un importante estrechamiento en su tercio oeste, donde se sitúan el puerto y las dos playas, lo cual crea un istmo que separa la ciudad del resto de la isla. Su relieve tiende al plano, con una altitud máxima de 15 m sobre el nivel del mar. Cerca de la isla principal se encuentran los islotes de la Nao (Nau), la Galera y la Cantera. Otros peñascos más pequeños rodean la isla: l’Escull Roig, la Sabata, l’Escull Negre y Cap del Moro. Toda la costa es accidentada y en la parte sur de litoral isleño está la cueva de Llop Marí. Geológicamente es posible que formara parte del promontorio de Santa Pola y la plataforma continental así lo insinúa con su avance hacia el SE. La superficie de la isla está formada por un conglomerado miocénico fosilífero, calcoarenitas, y un gran calvero basáltico al N y E, que probablemente ya fue explotado por los antiguos ilicitanos y que se prolonga por escollos y farallones. Toda la isla fue barrida por la erosión del mar en el Cuaternario, que produjo la actual planicie. La isla carece de arbolado y la vegetación es escasa. La ciudad se encuentra en la parte oeste de la isla, geográficamente una pequeña península de la misma. En la parte este solamente se encuentran una antigua casa-cuartel de la Guardia Civil que cumplía misiones de radiotelegrafía, la torre de San José, el faro, el cementerio y unos campos de cultivo.

### Clima
El clima es mediterráneo seco, con una temperatura media anual superior a 17 °C, máximas de 35 °C en agosto y mínimas de 5 °C en enero. Las precipitaciones son muy irregulares a lo largo del año, y no llegan a superar los 300 mm. Los vientos dominantes en primavera-verano son el levante y el lebeche; mientras que durante otoño-invierno predominan los vientos del primer y cuarto cuadrante (norte, maestral y poniente). La velocidad media del viento no es muy alta, 21 km/h durante el día y 17 km/h por la noche, que indican la bondad del régimen de vientos imperante en la zona, aunque a veces se hayan registrado velocidades de 167 km/h, como ocurrió el 20 de enero de 1978.

## Historia
En la isla se han recuperado materiales de época romana, que evidencian que ya entonces debió estar poblada, aunque no se han localizado restos de construcciones que den fe de un poblamiento estable. No obstante, existen restos de una necrópolis y de pecios con ánforas, así como edificaciones quizá industriales. Probablemente se identifica con la Planesia de los antiguos griegos, que Estrabón describió como una isla peligrosa por la abundancia de escollos, hecho que podría confirmarse por los diversos naufragios de naves romanas que se han hallado en las cercanías de la isla. Otro argumento a favor de esta hipótesis es que el geógrafo ceutí al-Idrisi menciona la isla como بلناسية (Blanāsīa), clara derivación del nombre griego.
Las primeras noticias sobre la necesidad de establecer alguna fortificación datan del siglo XIII. En 1337 se autorizó la construcción de una torre, pero se desconoce si llegó a realizarse. Comoquiera que fuera, en 1427 se propuso organizar un buen sistema defensivo para impedir que fuera ocupada por los corsarios berberiscos venidos de Argel, que la usaban como base de sus acciones contra el Campo de Alicante y el Bajo Vinalopó. Durante esta época se la conocía popularmente como Isla de San Pablo (Illa de Sant Pau), ya que según la tradición éste fue el lugar donde desembarcó el apóstol. Fue conocida también como Isla Plana (Illa Plana), aunque los cronistas persisten en las denominaciones Alones Insula e Islote de Santa Pola. En época de Felipe III se consideró la idea de construir una fortificación de grandes dimensiones, pero esta se desechó por los gastos que entrañaría su mantenimiento. Pese a todo, en 1760 comenzaron a construirse las primeras edificaciones de la isla, de la mano del conde de Aranda, que había promovido también la colonización de Sierra Morena.

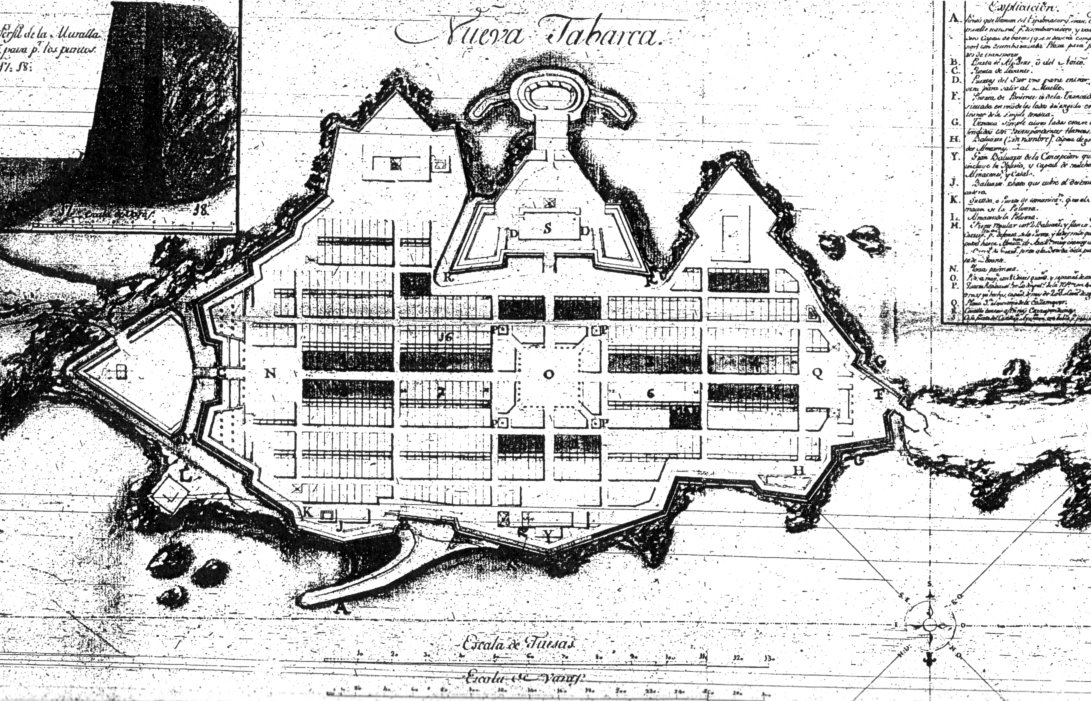
Plano original de la fortificación tal y como se proyectó, que se conserva en el Archivo Histórico Nacional.

La historia de la actual Tabarca comienza en 1768, cuando Carlos III, instado por el trinitario fray Alonso Cano Nieto, consiguió la redención de un grupo de 323 personas de origen ligur que, bajo el gobierno de la República de Génova se habían instalado en la isla tunecina de Tabarka. Esta isla, que distaba unos trescientos metros de las costas norteafricanas, había sido sometida por Ali I, bey de Túnez, en 1741 y había reducido a sus habitantes a la esclavitud y llevados a Argel. Casi un tercio murieron durante los tres primeros años de esclavitud en África.  En ese estado permanecieron los supervivientes hasta el 14 de octubre de 1768, cuando comenzó el rescate, promovido por Carlos III y encargado en secreto a los provinciales de Castilla de las dos órdenes redentoras: fr. Alonso Cano Nieto, trinitario calzado, y fr. Antonio Manuel de Artalejo, mercedario descalzo. La redención se alargó hasta el 8 de diciembre del mismo año. Probablemente los tabarquinos llegaron por vía marítima a Cartagena y, de allí, en carretas hasta Alicante, donde, tras la procesión de acción de gracias de los cautivos, quedaron provisionalmente instalados en el antiguo Real Colegio de la Compañía de Jesús, vacío tras la expulsión de los jesuitas en 1767. La fecha tradicional de su llegada a la ciudad es el 19 de marzo de 1769. Finalmente el conde de Aranda consiguió su traslado a la isla de Santa Pola, a fin de permitirles recuperar el hábitat cotidiano, así como que pudieran seguir ejerciendo la pesca como actividad predominante. Además, el conde había estimado que una población civil estable en la isla sería una gran ventaja a la hora de mantener la plaza. Por tanto, no sólo se construyó un fuerte, sino que también se edificó un poblado con categoría de ciudad, que tomó el nombre de Nueva Tabarca. En total, fueron 296 los tabarquinos instalados en la isla, de los cuales 31 habían nacido en Italia, 137 en Tabarka, 70 durante el cautiverio en Túnez y 58 durante el cautiverio en Argel. Todo este episodio aparece recogido en el mismo libro de bautizos de la parroquia de San Pedro y San Pablo de la siguiente manera:

"Ciertamente consta que entre las muchas islas que pueblan el Mediterráneo, hay una muy pequeña llamada Tabarca, distante de tierra firme de África poco más de un tiro de piedra. Era ésta protegida y gobernada por la insigne República de Génova y habitada de inmemorial tiempo de cristianos. Fue tomada esta isla por el rey de Túnez en año mil setecientos cuarenta y uno, quedando todos cautivos bajo este rey bárbaro. Quince años y meses estuvieron estos miserables tabarquinos llorando en Túnez su cautiverio. Hasta que moviéndose guerra entre Túnez y Argel, sin dejar de ser cautivos, pasaron a serlo del argelino, de Túnez pasaron a Argel, en cuyo tránsito parieron muchas mujeres en el camino, con la mayor penalidad y trabajo. Estuvieron estos desgraciados tabarquinos bajo el yugo del argelino doce años y meses. Pero, sin embargo de haber pasado la mayor parte del pueblo a Argel, quedaron algunas familias tabarquinas en la ciudad de Túnez, por cuyas cenizas eran varias las romerías que hizo el reverendo padre fray Juan Bautista Riverola, agustino, cura del pueblo, desde Argel a Túnez y de Túnez a Argel, para visitar, asistir y consolar a su amado pueblo; y cuando más se imposibilitaba su rescate y menos pensaba en su redención, nuestro católico monarca, de eterna memoria, don Carlos III, el año de mil setecientos sesenta y nueve, los redimió con suma liberalidad y magnificencia, día de la Concepción Purísima de María Santísima, se efectuó el precio de su redención, fueron conducidos a la ciudad de Alicante, trescientos noventa y cuatro con el expresado cura. Luego que estuvieron en Alicante, se pensó en buscar un lugar proporcionado, para hacer decentes habitaciones para estas redimidas familias, y el primer ministro gobernador y presidente del Consejo, el Excmo. Conde de Aranda, influyó para con el monarca, para que la isla Plana de San Pablo fuera lugar elegido para su morada y descanso."
Libro primero de Bautismos de la parroquia de Nueva Tabarca.

A cada familia le fue asignada en la isla una casa numerada, con acto formal y recibo regular. Además, se concedió a los colonos una serie de privilegios y exenciones, eximiéndoles del servicio de las armas y del pago de los impuestos directos e indirectos a que estaban sujetos los pueblos de la monarquía. La seguridad fue confiada a una galeota y para el desarrollo de la pesca se concedieron seis embarcaciones aparejadas. El origen genovés de sus habitantes actuales es fácil de comprobarse a través de un seguimiento histórico de los apellidos más comunes, algunos fonéticamente hispanizados: Buzo, Capriata, Chacopino (Jacopino), Colomba, Russo, etc.

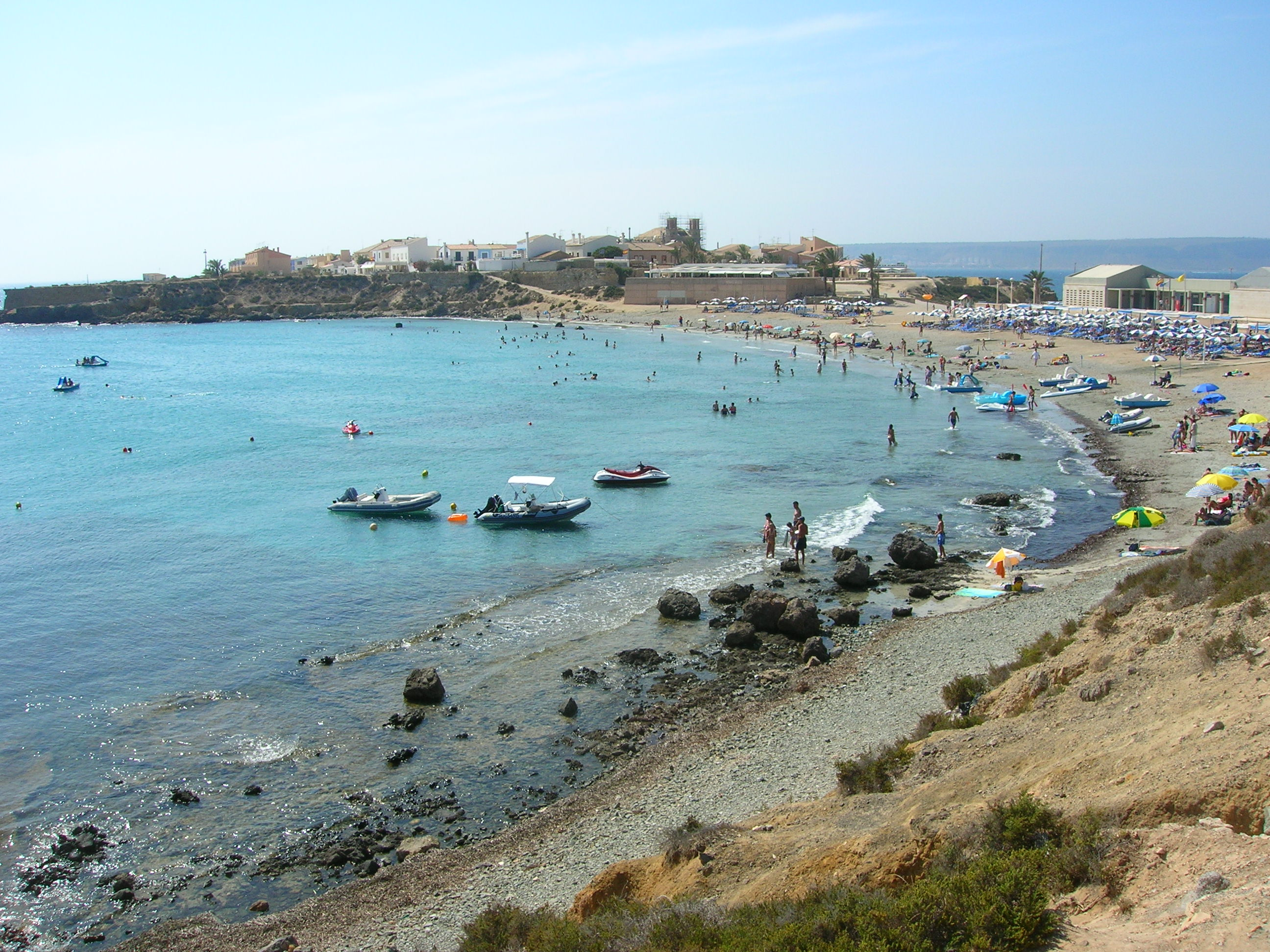
Vista de la ciudad desde el Campo.

Las primeras casas se terminaron en 1770, año en que se trasladó a los tabarquinos a la isla. Las obras corrieron a cargo del ingeniero militar Fernando Méndez de Ras, que construyó murallas, baterías, baluartes, tenazas, puertas, almacenes y glacis. Las obras concluyeron con la construcción de casas para los colonos, bóvedas subterráneas donde almacenar los pertrechos militares, caballerizas, la iglesia, la casa del gobernador y las casas de Ayuntamiento, por si alguna vez llegara a tenerlo (cosa que nunca sucedió). Además, se realizó toda una serie de instalaciones imprescindibles para la vida isleña, como lavadero, cisterna para el agua de lluvia, hornos de pan, cal y yeso, etc.
Nueve años después del comienzo de la colonización, entre el 24 y el 25 de marzo de 1779, viajó a la isla una comisión encargada de recopilar un elenco de los residentes, correspondiente con la real situación residencial y laboral de cada uno, cuyo informe sugirió una clara situación de declive: la tierra apenas se trabajaba debido a la poca calidad del terreno, las embarcaciones estaban en desuso y faltas de mantenimiento, la mayoría de los colonos vivía rozando la miseria, la fortaleza ya estaba comenzando a desmoronarse, faltaba agua, etc. Por tanto, fue necesario un plan específico para activar a la población residente, que se tradujo en la llegada de José Rouge como comandante interino de la Plaza.
Sin embargo, la nueva situación geopolítica de finales del siglo XVIII y principios del XIX obligó a un cambio en los objetivos de España en el mar Mediterráneo, lo que redujo drásticamente la importancia militar de la isla y, por ende, el número de la guarnición. Además, en 1835, con la implantación del sistema constitucional se retiraron todos los privilegios y exenciones de que disfrutaban los tabarquinos. En el Diccionario de Madoz (1845-1850) se describe Tabarca ya en una fase de cierto declive:

Para gobierno de la pobl[ación] y de la isla háy un alc[alde] p[edáneo] dependiente del ayunt[amiento] de Alicante, nombrado por el Gefe Político, un gobernador o comandante militar, y un alc[alde] de mar, que nombra el comandante de la marina de la prov[incia]. Está edificada con regulares murallas y un espacioso cast[illo] llamado de San Pablo [...] Comprende unas 100 casas habitables, sobresaliendo entre ellas la del gobernador y la del cura; se hallan todas en mal estado, y se distribuyen en 2 calles principales, 6 callejones y una plaza cuadrada [...] con un algibe á cada lado. Sirve de cárcel una torre sit[uada] á 300 varas de dist[ancia] de la c[iudad], en la que hay ademas una igl[esia] parr[oquial] (San Pablo) [...] El comercio es nulo; solo tiene 7 pequeñas tiendas de comestibles que proveen el pueblo de lo necesario á la vida, y un horno que abastece el ramo del pan. Pobl[ación]: 100 vec[inos], 500 alm[as] [...]
Diccionario de Madoz

Finalmente, la guarnición, junto con el gobernador, abandonó la isla en 1850, momento en que empieza realmente el declive de la isla, que no se recuperaría hasta bien entrada la década de 1960. En 1854 se inauguró el faro, que llegó a ser escuela de fareros.
Debido por una parte al descenso continuado de la población, y por otro a los planes especiales de protección redactados desde mediados del siglo XX, las escasas construcciones nuevas se han situado en el interior del recinto amurallado y en la zona del istmo, conservando así la isla en conjunto un aspecto similar al que tenía en el siglo XVIII. Desde la década de 1980 se han llevado a cabo obras de restauración en la mayoría de los edificios de la isla como las murallas, el faro, la iglesia y, con mayor envergadura debido al avanzado estado de ruina que presentaba, la Casa del Gobernador. El 14 de abril de 1983 se declaró la isla reserva marina, «a fin de preservar la fauna y flora marina de la zona y servir de base de repoblación en beneficio de la riqueza ecológica de las aguas colindantes». Aunque las casas originales se han ido sustituyendo a lo largo de los años, el único conjunto de vivienda específicamente nuevo lo constituyen un pequeño conjunto de adosados en la parte suroeste del recinto amurallado, diseñados por el arquitecto Juan Luis Gallego.
Es la única isla habitada (junto con la de La Graciosa) del territorio español libre de la pandemia de enfermedad por coronavirus de 2020.

## Demografía
En 1970 Tabarca tenía una población de 242 habitantes, pero esta ha ido reduciéndose a buen ritmo dada la escasez de los medios de vida, que han producido una emigración dirigida principalmente hacia Santa Pola y Elche. En 2003 contaba con 111 habitantes y en 2009 tan solo 73. Este marcado descenso poblacional está causado por, entre otros factores, una economía precaria, la falta de servicios y la posibilidad de encontrar mejores empleos en la Península.
| Evolución demográfica de Tabarca | Evolución demográfica de Tabarca | Evolución demográfica de Tabarca | Evolución demográfica de Tabarca | Evolución demográfica de Tabarca | Evolución demográfica de Tabarca | Evolución demográfica de Tabarca | Evolución demográfica de Tabarca | Evolución demográfica de Tabarca | Evolución demográfica de Tabarca | Evolución demográfica de Tabarca | Evolución demográfica de Tabarca | Evolución demográfica de Tabarca | Evolución demográfica de Tabarca | Evolución demográfica de Tabarca | Evolución demográfica de Tabarca | Evolución demográfica de Tabarca |
| Año                              | 1769                             | 1779                             | 1876                             | 1920                             | 1970                             | 2000                             | 2001                             | 2002                             | 2003                             | 2004                             | 2005                             | 2006                             | 2007                             | 2008                             | 2009                             | 2010                             |
| -------------------------------- | -------------------------------- | -------------------------------- | -------------------------------- | -------------------------------- | -------------------------------- | -------------------------------- | -------------------------------- | -------------------------------- | -------------------------------- | -------------------------------- | -------------------------------- | -------------------------------- | -------------------------------- | -------------------------------- | -------------------------------- | -------------------------------- |
| Población                        | 311                              | 343                              | 634                              | 1055                             | 242                              | 127                              | 125                              | 118                              | 111                              | 112                              | 105                              | 98                               | 92                               | 79                               | 73                               | 68                               |
| Año                              | 2011                             | 2012                             | 2013                             | 2014                             | 2015                             | 2016                             | 2017                             | 2018                             | 2019                             | 2020                             | 2021                             | 2022                             |                                  |                                  |                                  |                                  |
| Población                        | 65                               | 62                               | 59                               | 57                               | 55                               | 57                               | 56                               | 55                               | 51                               | 55                               | 56                               | 51                               |                                  |                                  |                                  |                                  |

## Política

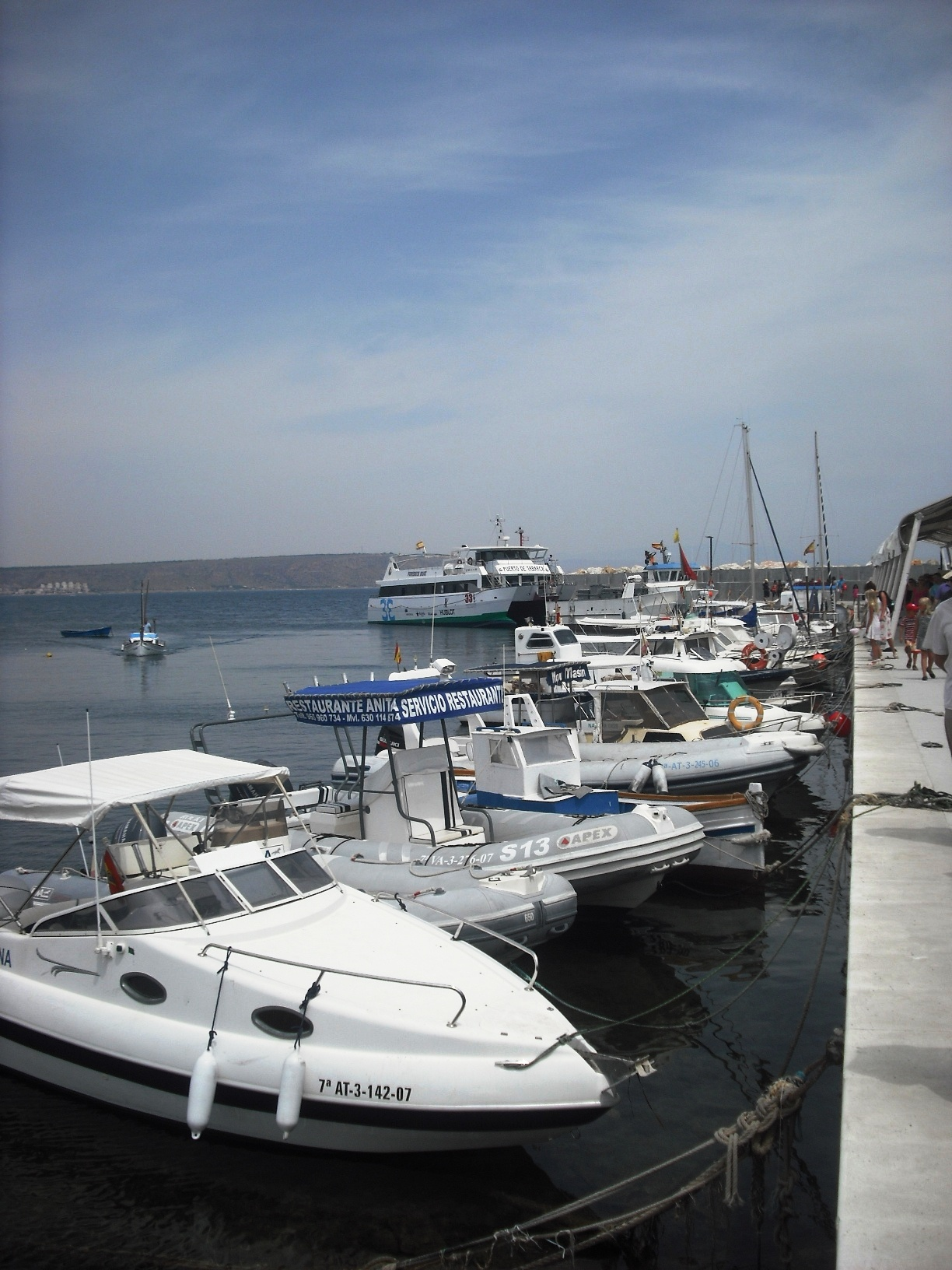
Puerto de Tabarca.

Pertenece a la ciudad de Alicante y, aunque es considerada una partida rural, administrativamente es parte del distrito sur de barrios que abarca también el Palmeral, Aguamarga y Urbanova.

## Economía
Si bien la economía estuvo en un principio basada en la pesca, así como en el apoyo al destacamento militar que existía en la isla, en la actualidad la principal actividad económica es el turismo. En los meses de verano Tabarca puede llegar a recibir alrededor de 3000 visitantes diarios.

## Servicios públicos
Hasta recientemente, Tabarca se abastecía de agua mediante dos aljibes que se sitúan en la plaza de la Carolina, así como a través de tanques que partían desde Alicante. En la actualidad existen unos conductos que abastecen a la isla de agua y electricidad desde la península. En el extremo este de la isla se sitúa el cementerio parroquial.

## Transportes
La isla está comunicada por líneas regulares de catamarán con Alicante y Santa Pola, existiendo también servicios estacionales a Guardamar del Segura, Cabo Roig y Torrevieja. Debido a las reducidas dimensiones de isla, en su interior no existen carreteras ni apenas tráfico de vehículos.

## Patrimonio

### Patrimonio arquitectónico

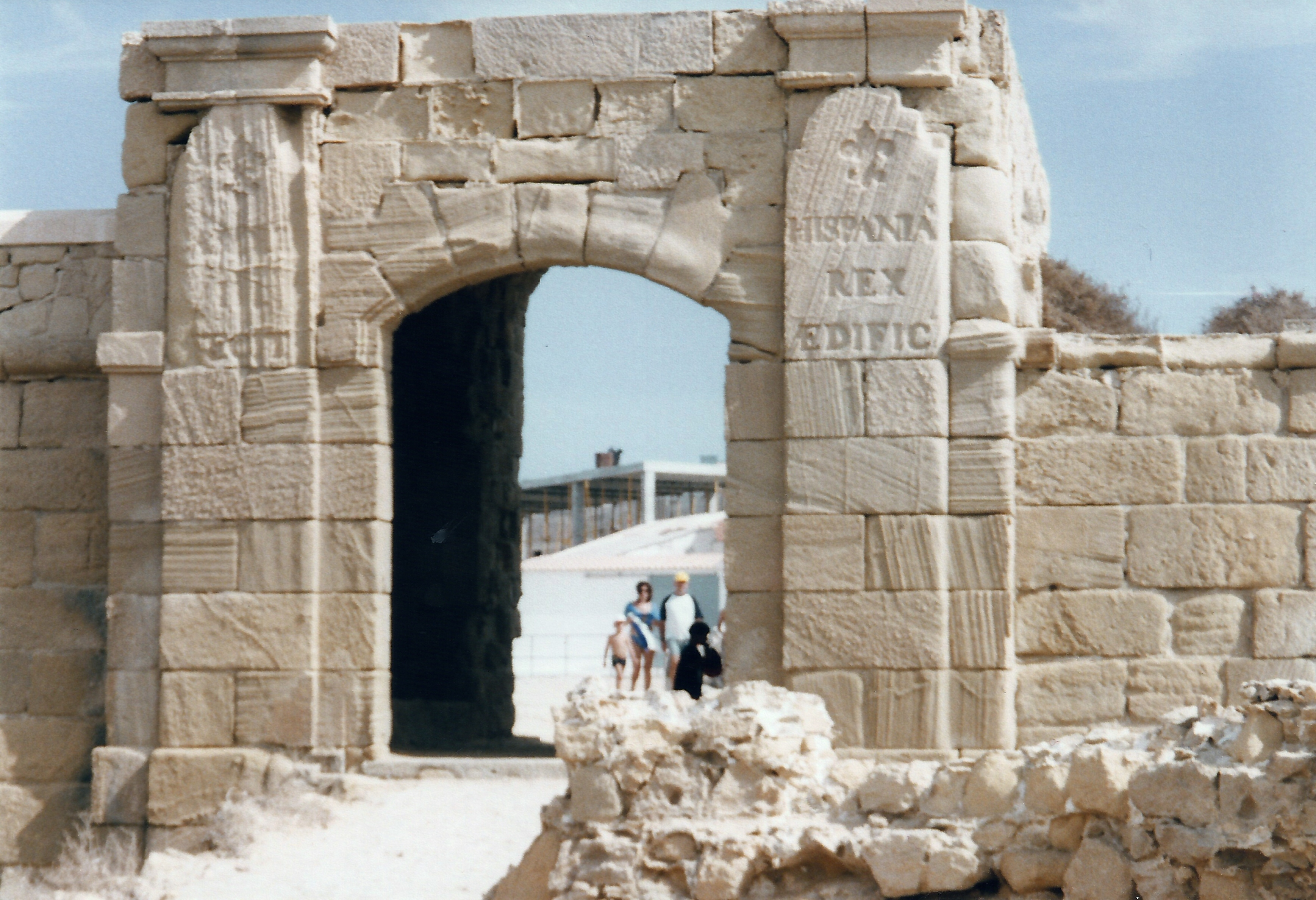
Puerta de la Trancada o de San Gabriel

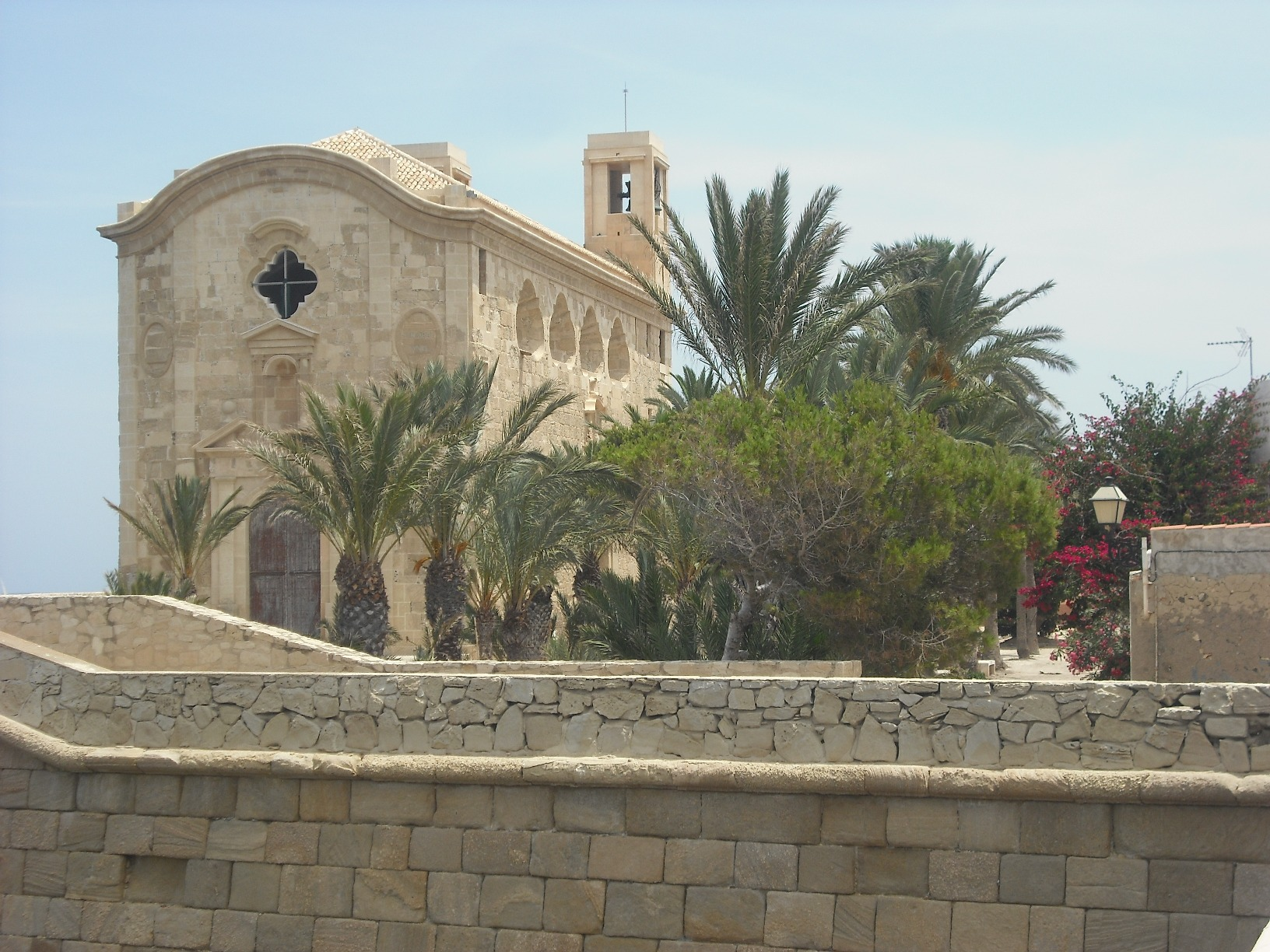
Iglesia de San Pedro y San Pablo

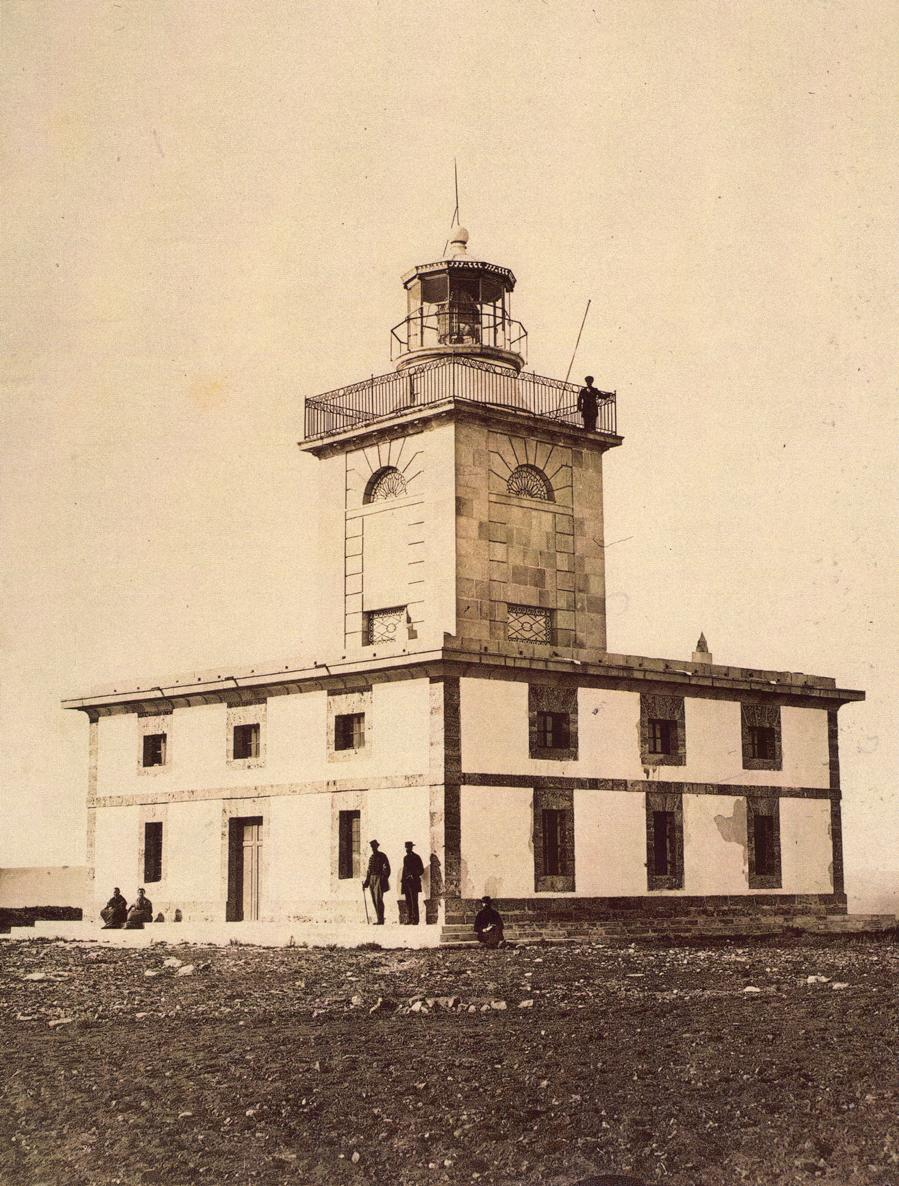
Faro de Tabarca en la década de 1860 fotografiado por J. Laurent

La totalidad de la isla fue declarada Conjunto Histórico-Artístico el 27 de agosto de 1964, con adscripción de materiales desde la época altoimperial hasta el siglo XIX.
- Muralla:[30] Su perímetro se adapta al de la isla y se construyó en su mayor parte según los planes originales. Está construida en piedra, con las caras exteriores en sillería.[31] Existen tramos de muralla muy deteriorados e incluso desmoronados sobre el mar, y las almenas casi han desaparecido. No obstante, desde 1980 se han llevado a cabo varias obras de reconstrucción y rehabilitación.[31] La muralla posee tres puertas, todas de estilo barroco:[27]
  - Puerta de Levante o de San Rafael (Porta de Llevant o de Sant Rafel): Está situada al este y se trata de la vía de comunicación entre la ciudad y el campo, donde se halla el puerto. Ante ella debería haberse construido un antemural que permitiera la vigilancia del campo y del mar a ambos lados.[15]
  - Puerta de la Trancada o de San Gabriel (Porta de la Trancada o de Sant Gabriel): Es la puerta oeste y da paso a la antigua cantera de donde se extrajo la piedra para realizar las construcciones de la ciudad.[15] En dicho islote se preveía la construcción de un astillero y una torre, que no llegaron a realizarse.[15] En los alrededores de la puerta se han hallado enterramientos y vertederos de época romana.[32]
  - Puerta de Tierra, de Alicante o de San Miguel (Porta de Terra, d'Alacant o de Sant Miquel): Es la menor y se abre a una pequeña cala en la que se encontraba el puerto,[31] del que sólo queda constancia por el reducido espigón formado por la roca natural.[5]

- Iglesia de San Pedro y San Pablo (Església de Sant Pere i Sant Pau):[33] En 1769 ya existía una pequeña capilla, que se amplió a iglesia y fue bendecida en 1770. El edificio actual es exento, de nave única y capillas laterales.[27] Bajo su pavimento hay tres bóvedas con sepulturas.[3] Cuenta con dos puertas, una en la fachada de poniente y otra en la fachada sur, donde comienza el eje NS que se dirigía, en principio, al castillo que nunca llegó a construirse.[34] Tanto el pórtico como los huecos de las ventanas son de inspiración barroca, dominando en ellas las curvas y las superficies alabeadas. Contiguo a la iglesia se construyó un edificio destinado a casa del cura y a escuelas.[34]

- Casa del Gobernador (Casa del Governador):[35] Al no llegarse nunca a edificar el castillo, la casa del Gobernador se construyó en un lateral de la plaza, sobre la casa que se había construido para caballerizas, a fin de instalar un «alojamiento decente e interino que tiene para el Gobernador y Ayuntamiento».[36] En conjunto se trata de una edificación de dos plantas y cubierta a cuatro aguas. Parte de la planta baja refleja el uso de almacenaje que inicialmente estaba previsto, destacando sobre todo los grandes espacios libres, sostenidos por la doble arcada intermedia.[36] En la actualidad está totalmente restaurada y alberga un hotel.[25]

- Torre de San José (Torre de Sant Josep): Sus antecedentes están en las construcciones realizadas en los siglos XIV y XV y está situada en el tercio oeste del campo. El edificio actual, obra de Baltasar Ricoud,[27] tiene forma de tronco piramidal con planta cuadrada y alrededor de ella se proyectó un foso que nunca se construyó. La puerta de acceso se encuentra a elevada altura sobre el terreno, desde donde se puede acceder a través de una reducida escalera. En su interior existe un patio cuadrado. Los paños de las fachadas son lisos y las esquinas estaban provistas de garitones que han desaparecido al abandonarse el edificio.[37] Durante el siglo XIX fue utilizado como prisión del estado.[38] El 12 de noviembre de 1838, en el curso de la Primera Guerra Carlista, fueron fusilados en esta torre 19 sargentos[39] del bando carlista por orden de la Junta de Salvación y Defensa del Reino de Valencia (del bando liberal). En 1996 se instaló una placa conmemorativa en la ciudadela de Nueva Tabarca. En 2024 el Ayuntamiento de Alicante solicitó al Ministerio del Interior su cesión para poder convertirlo en un museo permanente y aumentar así la atracción turística de la isla.[40]

- Faro (Far):[41] Se inauguró en 1854,[27] según planos de Agustín Elcoro Berocíbar,[17] y se trata de un edificio de grandes dimensiones que sirvió de escuela de fareros. Está formado por un cuerpo inferior de volumen cúbico de dos plantas destinadas a vivienda. Sobre él se alza la torre prismática que sostenía el mecanismo de iluminación, hoy desmantelado. Estilísticamente pertenece al neoclasicismo, aunque su cronología es algo tardía. En 1971 se construyó a su lado un nuevo faro de hormigón armado,[37] el cual fue sin embargo demolido en 1998 para recuperar el faro original.[17]

### Patrimonio natural
- Reserva marina de la Isla de Tabarca: Situada en las aguas circundantes a la isla, fue declarada en 1986, lo que la convierte en la primera reserva marina de España.[28] Es un auténtico refugio tanto para la flora como para la fauna marina.[4]

- Cueva del Llop Marí: Se sitúa en la vertiente meridional de la isla, bajo las murallas. Presenta dos bocas contiguas con acceso por mar y es visitable por embarcaciones de pequeño calado, con un recorrido de 100 metros. Según la leyenda popular es el refugio de un horrible monstruo marino, de cuerpo liso y viscoso con boca armada de dientes de diferentes tamaños y formas, al cual persiguen los tabarquinos por las noches.[42]

## Urbanismo

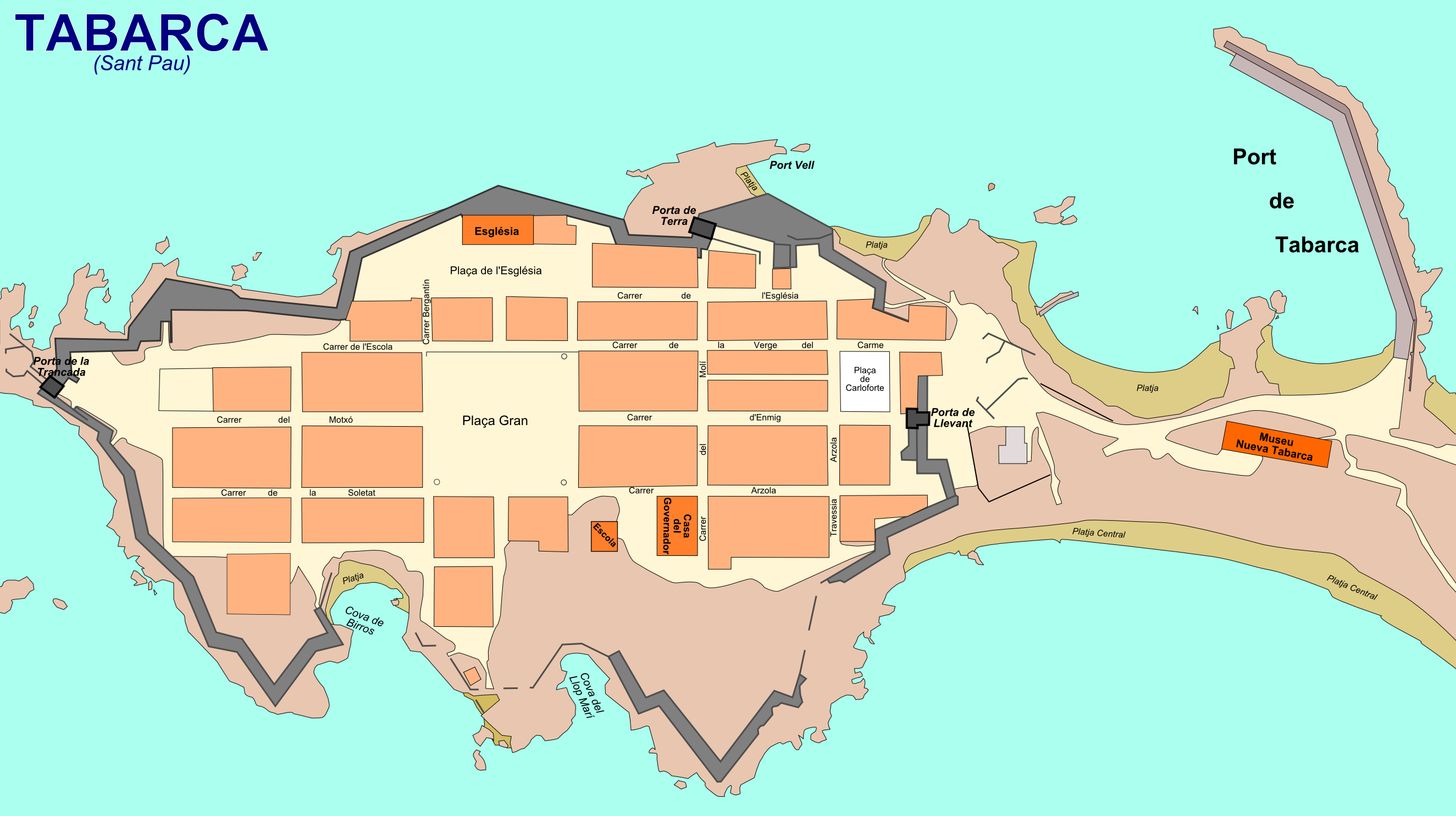
Plano de la ciudad en la primera década del, con el recinto amurallado y el puerto.

El esquema urbanístico de Tabarca responde a la tradición española de creación de nuevas ciudades, de la cual existe una larga experiencia en América y, ya en el siglo XVIII, con la formación de las poblaciones de Sierra Morena, así como las Pías Fundaciones de la Vega Baja del Segura. Formalmente recoge el planteamiento utópico barroco, al estar amurallada en el límite oeste de la isla mientras que el resto, denominado el campo, estaba destinado a la agricultura que, junto con la pesca, constituirían las fuentes de subsistencia de los habitantes.
El plano está integrado por dos ejes principales, uno EO y otro NS, que se cruzan en la gran plaza central, denominada de la Carolina en honor al rey, y la cual se proyectó con un pórtico periférico que nunca llegó a realizarse. La finalidad de los dos ejes se desprende del plano original. El eje EO, de mayor longitud, es funcional y sirve principalmente para conectar la ciudad con el exterior, al estar en sus extremos dos de las tres puertas de la fortificación. Su prolongación imaginaria sigue hasta la torre de San José y más allá, al faro. El eje transversal es más bien simbólico, y debería haber unido la iglesia con el castillo y la casa del gobernador que se hallaría en su interior. Estos dos últimos edificios, sin embargo, nunca se construyeron. Las restantes calles se disponen en paralelo a los dos grandes ejes, formando un entramado ortogonal con los lados de mayor longitud en dirección EO. Las calles, formadas por dos filas de viviendas con fachadas a calles opuestas, dejan en su interior un patio corrido a lo largo de toda la manzana.
El sistema urbano se completa mediante una serie de plazas. Aparte de la plaza central (la Carolina), existen la plaza del Conde junto a la puerta de Levante y la de Baillecourt, junto a la de la Trancada. Otra se abre ante la iglesia, mientras que la que debía abrirse ante el castillo nunca llegó a realizarse.

## Cultura

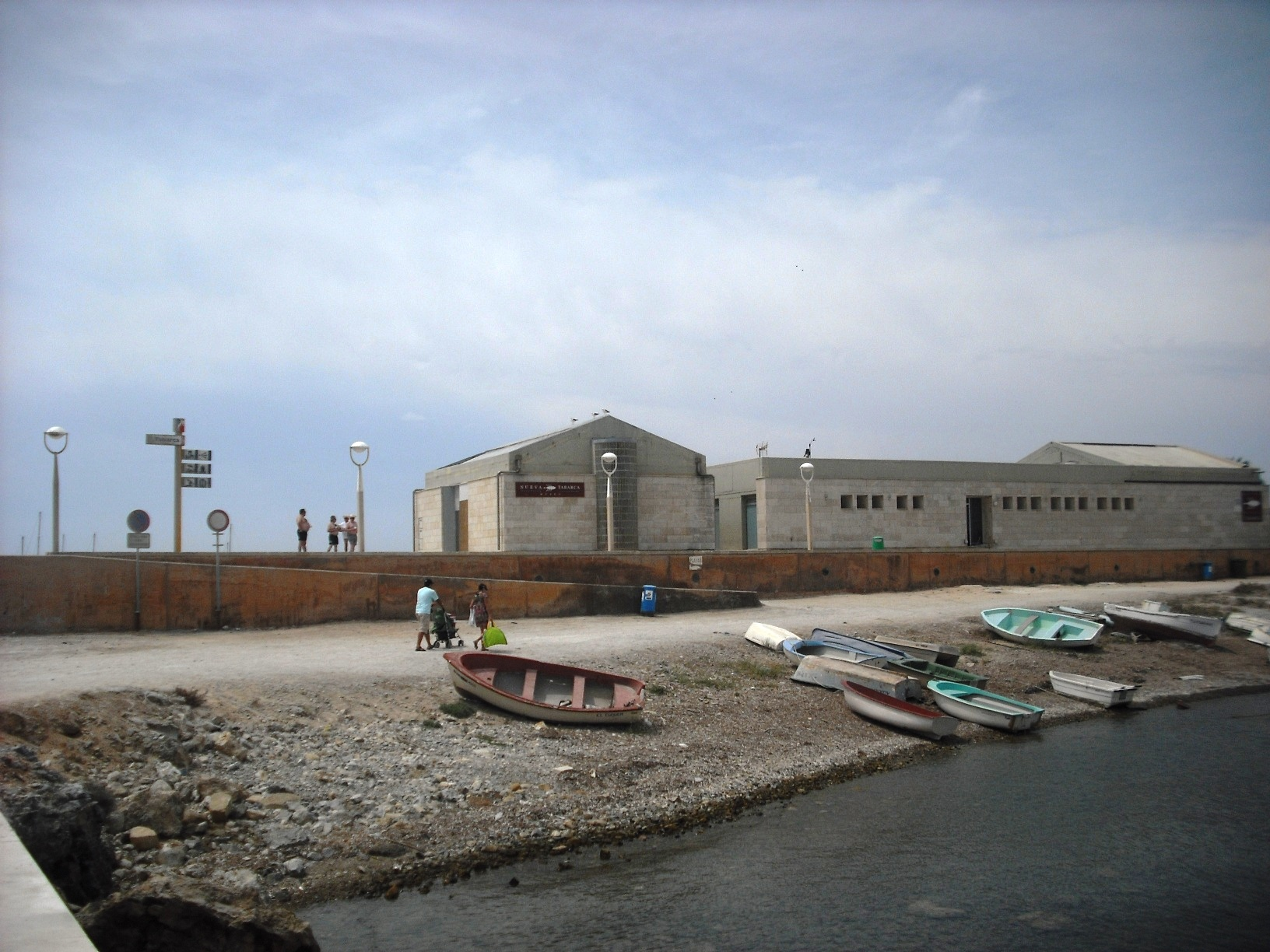
Edificio de la Almadraba, sede del Museo Nueva Tabarca.

- Museo Nueva Tabarca: Está situado en el edificio de la Almadraba, un antiguo almacén usado principalmente para la pesca del atún.[43] El museo, fundado en 2004,[44] se centra en el estudio y difusión de las relaciones que las poblaciones costeras han establecido, a través del tiempo, con su entorno natural, empleando como paradigma la isla de Tabarca, y así pues, exponiendo su espacio natural, terrestre y marino, junto con su conjunto histórico.[45]
- Fiestas mayores: se celebran en honor a San Pablo, patrón de la isla, y a San Pedro.[3]

### Lengua
Tabarca es la única localidad del término municipal de Alicante en la que se conserva el uso cotidiano del valenciano, Es notable el hecho de que en apenas dos años los genoveses que poblaron la isla sustituyeran el ligur por el valenciano, y que no hayan conservado ningún rastro de su lengua original, aparte de algunos apellidos como Parodi y Ruso. Sin embargo, la supervivencia de la lengua alicantina en la isla está muy amenazada debido a la acusada emigración y a la ausencia de dotaciones educativas.

### Tabarca en la literatura y el cine
El escritor malagueño Salvador Rueda, precursor del modernismo, se instaló en Tabarca a principios del siglo XX por iniciativa de Gabriel Miró y gracias a las gestiones del ingeniero Antonio Sanchís Pujalte, de quien dijo que había convertido a Tabarca en la Isla de los Poetas. Durante su estancia, en mayo de 1908, el Centro de Escritores y Artistas y el Ateneo Científico y Literario le ofrecieron un homenaje que se prolongó durante dos días, en el que, entre otras cosas, se le concedió a Rueda el título de hijo adoptivo de Alicante y se le regaló un terreno en la isla, en el que el poeta decidió construir su residencia.
El escritor tarbení Miguel Signes Molines, que compartió cárcel con Miguel Hernández tras la guerra civil, escribió la novela Tabarca. En ella se narra la historia de un activista político republicano que, perseguido por el franquismo, se refugia en Tabarca. La obra de Signes se llevó al cine en 1996 con el título de Tabarka y, bajo la dirección de Domingo Rodes, se rodó íntegramente en la isla. En 1996 el autor menorquín Ponç Pons escribió la novela juvenil Memorial de Tabarca, cuyo desenlace transcurre en la isla. En 2012 se publicó la novela negra Dos langostas para ti… de esta barca, de María Jesús Toro, ambientada en la Tabarca de mediados del siglo XX, en pleno despegue turístico.